# Switlana Tschernjawska
Switlana Pawliwna Tschernjawska (ukrainisch Світлана Павлівна Чернявська; * 12. Februar 1984 in Bila Zerkwa) ist eine ukrainische Gewichtheberin.

## Karriere
Sie erreichte bei den Weltmeisterschaften 2010 den elften Platz in der Klasse über 75 kg. 2012 war sie für die Olympischen Spiele gemeldet, musste aber kurz vorher wegen einer Verletzung absagen. Bei den Europameisterschaften 2013 wurde sie Erste. Allerdings war ihr Dopingtest positiv auf Stanozolol und sie wurde für zwei Jahre gesperrt.